# El Mundo Today

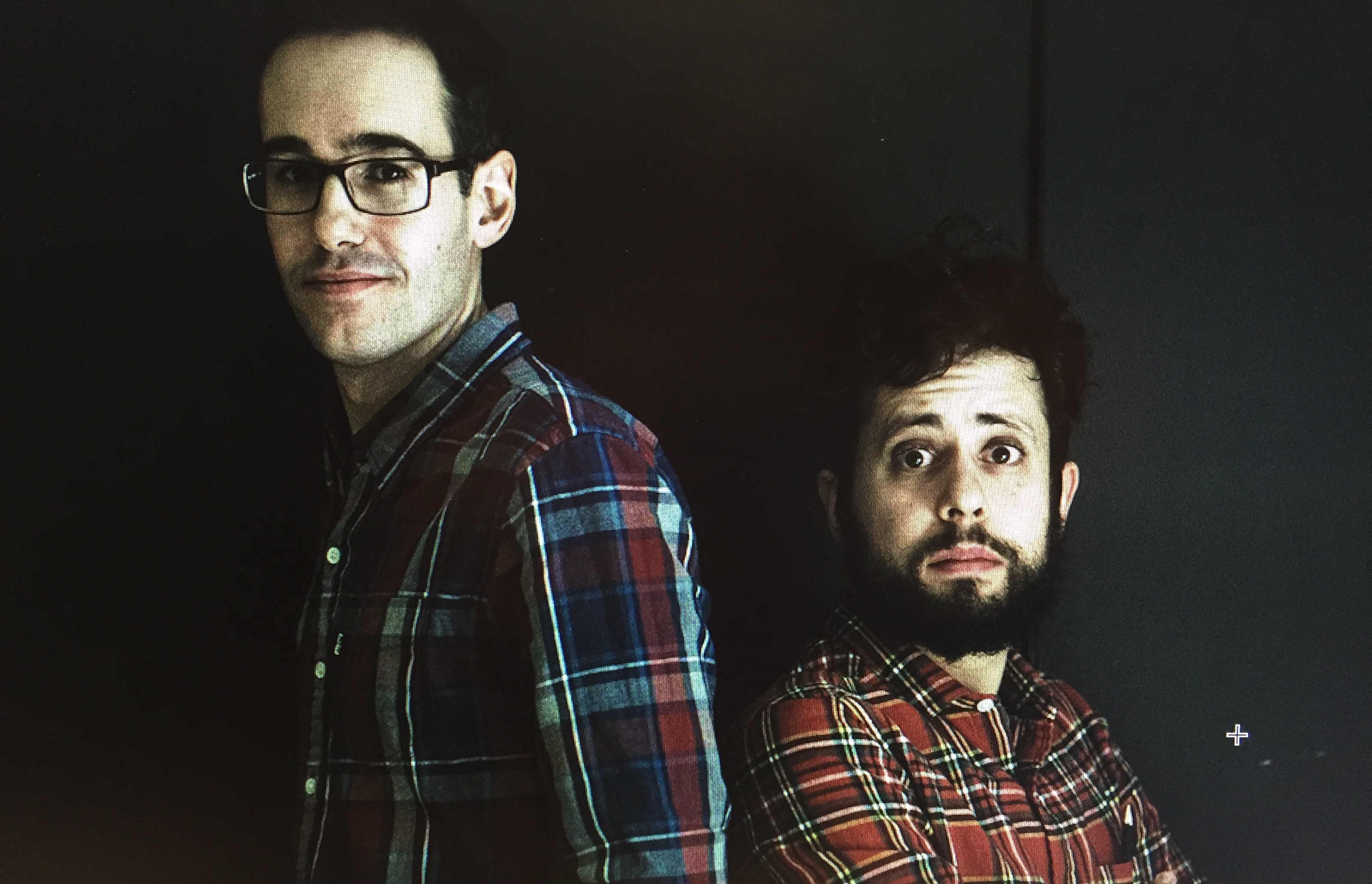
Xavi Puig i Kike García (Fotografia de Moeh Atitar).

El Mundo Today és un diari digital satíric en espanyol, creat el gener de l'any 2009 per Xavi Puig i Kike García, llicenciats en filosofia i comunicació audiovisual. El format de la publicació és la d'un diari digital convencional, però el contingut generat són notícies fictícies, que acostumen a tractar temes d'actualitat o situacions cotidianes amb un enfocament humorístic, satíric i absurd. Ha estat objecte freqüent de polèmiques, ja que algunes de les seves notícies han estat confoses per fets reals i han ofès alguns col·lectius o personalitats. Actualment és el principal diari satíric espanyol, i ha ampliat la seva difusió a partir de col·laboracions amb altres mitjans, inclosa la premsa escrita (al diari El País), la ràdio (a la Cadena Ser), el teatre i la televisió.

## Polèmiques
Les notícies satíriques de El Mundo Today han estat confoses com a notícies reals per la premsa, així com han sigut motiu de conflicte amb les persones o col·lectius objectes de la sàtira. Alguns exemples són:
- El 2013, el Mundo Today va publicar una notícia que informava de que la Infanta Elena també volia ser imputada com la seva germana, la Infanta Cristina, fent sàtira del cas Nóos. El canal colombià de notícies NTN24 va donar per bona la informació i va connectar en directe amb el corresponsal a Madrid. La ràdio colombiana RCN, un dels mitjans més importants de Llatinoamèrica també se'n va fer ressò, i va reproduir la broma d'El Mundo Today a la secció internacional de la seva web.
- El 2014, el Mundo Today va publicar una notícia titulada: "Mariló Montero dice que los maricones dan asco pero no pasa nada porque ella es así", on es feia sàtira de les polèmiques declaracions fetes per la tertuliana en els darrers mesos. El Mundo Today va ser denunciat per injúries arran d'aquesta publicació. La notícia va ser retirada i el procediment legal no va avançar.